# Парк-Рідж
Парк-Рідж (англ. Park Ridge) — місто (англ. city) в США, в окрузі Кук штату Іллінойс. Населення — 39 656 осіб (2020).

## Географія
Парк-Рідж розташований за координатами 42°0′42″ пн. ш. 87°50′36″ зх. д. / 42.01167° пн. ш. 87.84333° зх. д. (42.011762, -87.843434). За даними Бюро перепису населення США в 2010 році місто мало площу 18,48 км², з яких 18,36 км² — суходіл та 0,11 км² — водойми.
Місто розташоване в 24 кілометрах на північний захід від центру Чикаго.

## Історія
Багатий глиною ґрунт міста, сприяв створенню заводів з виробництва цегли по всьому Чикаго та довколишніх містах.
Спочатку Парк-Рідж називалося Пеннівіль на честь Джорджа Пенні, бізнесмена, який володів місцевим цегельним заводом спільно з Робертом Мітчем. Пізніше воно був назване Бріктон.
Парк-Рідж — батьківщина американського політика Гілларі Клінтон. З нагоди її 50-річчя 1997 року, перетин вулиць Ельм і Віснер Стріт Парк-Ріджа було перейменовано в «Родем Корнер». Так називалося місце, де сенатор провела дитинство.

### Клімат
| Клімат : Парк-Рідж      | Клімат : Парк-Рідж | Клімат : Парк-Рідж | Клімат : Парк-Рідж | Клімат : Парк-Рідж | Клімат : Парк-Рідж | Клімат : Парк-Рідж | Клімат : Парк-Рідж | Клімат : Парк-Рідж | Клімат : Парк-Рідж | Клімат : Парк-Рідж | Клімат : Парк-Рідж | Клімат : Парк-Рідж | Клімат : Парк-Рідж |
| Показник                | Січ.               | Лют.               | Бер.               | Квіт.              | Трав.              | Черв.              | Лип.               | Серп.              | Вер.               | Жовт.              | Лист.              | Груд.              | Рік                |
| Абсолютний максимум, °C | 19,4               | 23,9               | 31,1               | 32,8               | 36,7               | 40,0               | 40,6               | 38,9               | 38,3               | 34,4               | 27,2               | 21,7               | 40,6               |
| Середній максимум, °C   | −1,1               | 1,7                | 7,8                | 14,4               | 21,1               | 26,1               | 28,9               | 27,2               | 23,3               | 16,7               | 8,3                | 1,1                | 14,7               |
| Середній мінімум, °C    | −10                | −7,2               | −1,7               | 3,3                | 8,3                | 17,2               | 16,7               | 12,2               | 5,6                | 5,6                | 0,0                | −6,7               | 3,7                |
| Абсолютний мінімум, °C  | −32,8              | −29,4              | −24,4              | −13,9              | −2,8               | 1,7                | 7,2                | 5,6                | −1,7               | −10                | −18,9              | −31,7              | −32,8              |
| Норма опадів, мм        | 44                 | 47                 | 64                 | 86                 | 93                 | 88                 | 94                 | 124                | 82                 | 80                 | 80                 | 57                 | 859                |
| ----------------------- | ------------------ | ------------------ | ------------------ | ------------------ | ------------------ | ------------------ | ------------------ | ------------------ | ------------------ | ------------------ | ------------------ | ------------------ | ------------------ |
| Джерело:                |                    |                    |                    |                    |                    |                    |                    |                    |                    |                    |                    |                    |                    |

## Демографія
Згідно з переписом 2010 року, у місті мешкало 37 480 осіб у 14 118 домогосподарствах у складі 10 263 родин. Густота населення становила 2028 осіб/км². Було 15030 помешкань (813/км²).
Расовий склад населення:
| - 93,4 % — білих - 3,7 % — азіатів - 0,5 % — чорних або афроамериканців - 0,1 % — корінних американців - 1,0 % — осіб інших рас |

До двох чи більше рас належало 1,3 %. Частка іспаномовних становила 4,7 % від усіх жителів.
За віковим діапазоном населення розподілялося таким чином: 24,4 % — особи молодші 18 років, 57,2 % — особи у віці 18—64 років, 18,4 % — особи у віці 65 років та старші. Медіана віку мешканця становила 44,8 року. На 100 осіб жіночої статі у місті припадало 91,8 чоловіків; на 100 жінок у віці від 18 років та старших — 87,6 чоловіків також старших 18 років.
Середній дохід на одне домашнє господарство становив 123 295 доларів США (медіана — 90 484), а середній дохід на одну сім'ю — 148 178 доларів (медіана — 114 727). Медіана доходів становила 85 051 долар для чоловіків та 63 302 долари для жінок. За межею бідності перебувало 4,4 % осіб, у тому числі 6,1 % дітей у віці до 18 років та 3,3 % осіб у віці 65 років та старших.
Цивільне працевлаштоване населення становило 18 054 особи. Основні галузі зайнятості: освіта, охорона здоров'я та соціальна допомога — 23,2 %, науковці, спеціалісти, менеджери — 16,0 %, фінанси, страхування та нерухомість — 12,3 %, роздрібна торгівля — 8,9 %.

## Пам'ятки

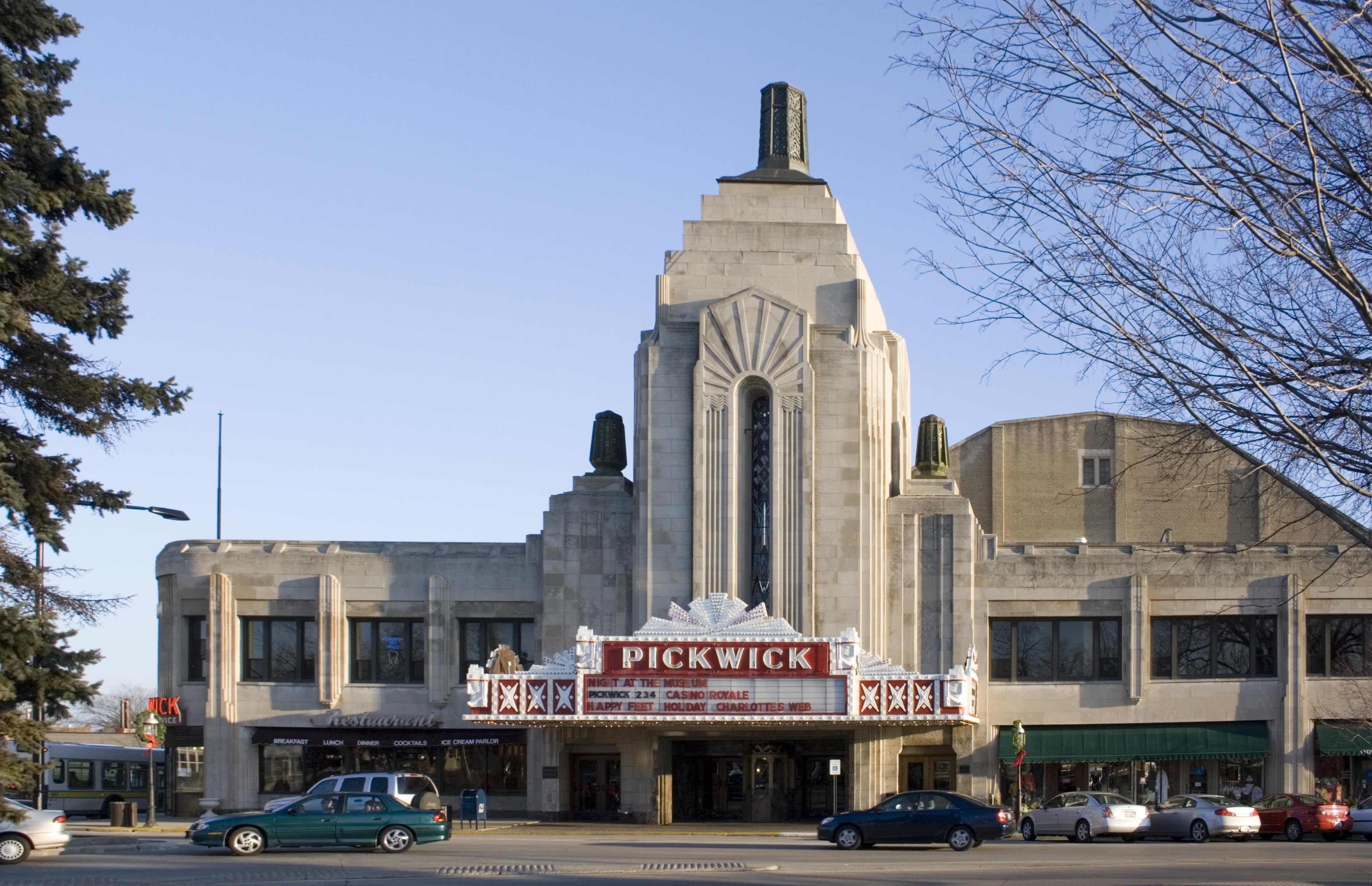
Театр «Піквік».

Найвідоміша будівля Парка-Ріджа це театр «Піквік», побудований в 1928 році.
Через дорогу від театру розташована Бібліотека Парк-Ріджа. В центрі міста розташовуються магазини, стилізовані під основну архітектуру Чикаго та будівля банку.
Міжнародний аеропорт О'Хара знаходиться в безпосередній близькості до міста.
У місті базуються 3 молодіжні футбольні команди округу та одна команда з черлідінгу.

## Сусідні міста
| Назва        | Розташування    | Відстань |
| ------------ | --------------- | -------- |
| Гленвью      | Північний Схід  | 8 км     |
| Гольф        | Північний Схід  | 7 км     |
| Мортон Гроув | Північний Схід  | 6 км     |
| Найлс        | Північний Схід  | 3 км     |
| Де Плейнз    | Північний Захід | 5 км     |
| Роземонт     | Південний Захід | 4 км     |
| Норвіч       | Південний Схід  | 5 км     |
| Шиллер Парк  | Південний Захід | 7 км     |

## Міста-побратими
- Кінвер (англ. Kinver), Велика Британія (1992)

## Відомі люди
- Карен Блек (1939 — 2013) — американська акторка, сценарист, співачка та композитор.